# Nelly Dienerová
Nelly Hedwig Dienerová (5. února 1912 – 27. července 1934 Wurmlingen) byla zaměstnankyně švýcarské letecké společnosti Swissair, známá pod přezdívkou Engel der Lüfte (Vzdušný anděl). V květnu 1934 se stala první letuškou v Evropě, její náplní práce bylo podávat pasažérům občerstvení, bavit je za letu konverzací v různých jazycích a rozptylovat jejich strach. Dne 27. července 1934 byla na palubě letadla Curtiss T-32 Condor II na trase z Curychu do Berlína, které spadlo nedaleko Wurmlingenu v Německu a všech dvanáct osob v něm zahynulo. Švýcarská spisovatelka Pascale Marderová o ní napsala životopisnou knihu.